# جیمز سایم درو
جیمز سایم درو (انگلیسی: James Syme Drew; ۱ سپتامبر ۱۸۸۳ – ۲۷ ژوئن ۱۹۵۵) فرد نظامی اهل بریتانیا بود.